# Забарівська сільська рада (Саратський район)
Заба́рівська сільська́ ра́да — колишня  адміністративно-територіальна одиниця та орган місцевого самоврядування в Саратському районі Одеської області. Адміністративний центр — село Забари.

## Загальні відомості
Забарівська сільська рада утворена 3 квітня 1996 року.
- Населення ради: 651 особа (станом на 2001 рік)

## Населені пункти
Сільській раді були підпорядковані населені пункти:
- с. Забари

## Населення
За переписом населення України 2001 року в сільській раді мешкало 649 осіб.

### Мова
Розподіл населення за рідною мовою за даними перепису 2001 року:
| Мова       | Відсоток |
| ---------- | -------- |
| українська | 95,85 %  |
| молдовська | 2,00 %   |
| російська  | 1,54 %   |
| болгарська | 0,46 %   |

## Склад ради
Рада складалася з 12 депутатів та голови.
- Голова ради: Демченко Олександр Миколайович

### Керівний склад попередніх скликань
| Прізвище, ім'я, по батькові    | Основні відомості                                                 | Дата обрання | Дата звільнення |
| ------------------------------ | ----------------------------------------------------------------- | ------------ | --------------- |
| Демченко Олександр Миколайович | Сільський голова, 1965 року народження, освіта вища, безпартійний | 26.03.2006   | 31.10.2010      |
| Демченко Олександр Миколайович | Сільський голова, 1965 року народження, освіта вища, безпартійний | 31.10.2010   |                 |

Примітка: таблиця складена за даними сайту Верховної Ради України

### Депутати
За результатами місцевих виборів 2010 року депутатами ради стали:

#### За суб'єктами висування
| Суб'єкт висування            | Кількість обраних депутатів | %    |
| ---------------------------- | --------------------------- | ---- |
| Партія регіонів              | 5                           | 41,7 |
| Самовисування                | 4                           | 33,3 |
| Соціалістична партія України | 3                           | 25   |

#### За округами
| № округу                     | Прізвище, ім'я, по батькові  | Дата визнання обраним | Освіта  | Партійна приналежність             | Відомості про обраного депутата              |
| ---------------------------- | ---------------------------- | --------------------- | ------- | ---------------------------------- | -------------------------------------------- |
| Партія регіонів              |                              |                       |         |                                    |                                              |
| 3                            | Писаренко Світлана Василівна | 03.11.2010            | вища    | позапартійна                       | Забарівська загальноосвітня школа, директор  |
| 7                            | Трашко Інна Михайлівна       | 03.11.2010            | середня | член Партії регіонів               | тимчасово не працює                          |
| 8                            | Шершун Неля Іванівна         | 03.11.2010            | середня | позапартійна                       | ПСП, зав.кадрами                             |
| 10                           | Ворона Олександр Павлович    | 03.11.2010            | середня | позапартійний                      | тимчасово не працює                          |
| 11                           | Майстренко Віра Василівна    | 03.11.2010            | середня | позапартійна                       | пенсіонер                                    |
| Соціалістична партія України |                              |                       |         |                                    |                                              |
| 1                            | Федорончук Михайло Петрович  | 03.11.2010            | середня | член Соціалістичної партії України | пенсіонер                                    |
| 4                            | Федорончук Віктор Федорович  | 03.11.2010            | вища    | член Соціалістичної партії України | пенсіонер                                    |
| 5                            | Балясна Антоніна Іванівна    | 03.11.2010            | середня | член Соціалістичної партії України | тимчасово не працює                          |
| Самовисування                |                              |                       |         |                                    |                                              |
| 2                            | Гамурар Галина Миколаївна    | 03.11.2010            | середня | позапартійна                       | Забарівська загальноосвітня школа, медсестра |
| 6                            | Пєнов Олександр Георгійович  | 03.11.2010            | середня | позапартійний                      | тимчасово не працює                          |
| 9                            | Чеботар Алла Іванівна        | 03.11.2010            | середня | позапартійна                       | дитячий садок, кухар                         |
| 12                           | Кулик Людмила Павлівна       | 03.11.2010            | середня | позапартійна                       | фельдшерсько-акушерський пункт, медсестра    |